# Герб Шатровского района
Герб муниципального образования Шатровский район Курганской области является официальным символом муниципального образования Шатровского района Курганской области.
Герб утверждён решением Шатровской районной Думы от 13 февраля 2013 года № 270.

## Описание
В зелёном поле с серебряной вогнутой главой — серебряный обод шестерни и золотой сноп, поставленный на внутреннюю сторону обода, вверху показанный поверх него, перевязанный лазоревой лентой вьющейся поверх шестерни. В главе — выходящие из углов зеленые сосновые ветви с золотой шишкой.
Герб Шатровского района может воспроизводиться в многоцветном и одноцветном контурном равно допустимом вариантах. Герб Шатровского района в одноцветном контурном варианте может воспроизводиться условной штриховкой для обозначения цветов (шафировкой).
Герб Шатровского района, в соответствии с Законом Курганской области от 25 ноября 1997 года № 90 «О гербе и флаге Курганской области», может воспроизводиться в двух равно допустимых версиях:
- с вольной частью (четырёхугольником, примыкающим изнутри к верхнему правому углу щита с воспроизведёнными в нём фигурами герба Курганской области)
- без вольной части.

Герб Шатровского района, в соответствии с Методическими рекомендациями по разработке и использованию официальных символов муниципальных образований, утверждёнными Геральдическим советом при Президенте Российской Федерации 28 июня 2006 года может воспроизводиться со статусной короной установленного образца.

## Обоснование символики
Герб языком символов и аллегорий отражает природные, исторические и культурные особенности Шатровского района:
- зелёное поле в виде куполообразного шатра, гласный символ названия района;
- серебряная глава — символ расположения Шатровского района на севере Курганской области;
- золотой сноп — символ высокоразвитого сельского хозяйств района, специализирующегося на выращивании зерновых культур. Курганская область — житница России, лидер в Уральском Федеральном округе в производстве натуральных продуктов питания;
- серебряная шестерня — символ механизации труда тружеников полей, развитого промышленного потенциала района;
- ветки сосны с шишкой — символ богатства района хвойными лесами, а также развитой лесоперерабатывающей промышленности;
- вьющаяся лазоревая лента символизирует реки и озера Шатровского района, крупнейшими из которых являются река Исеть, озеро Пустынное.

Зеленый цвет символизирует весну, здоровье, природу, молодость и надежду.
Серебро — символ чистоты, открытости, божественной мудрости, примирения.
Золото — символ высшей ценности, величия, богатства, урожая.
Лазурь — символ возвышенных устремлений, искренности, преданности, возрождения.